# Charlotte Craig
Pour les articles homonymes, voir Craig.
Charlotte Craig, née le 2 février 1991 à Riverside (Californie), est une taekwondoïste américaine.

## Carrière
Charlotte Craig obtient la médaille de bronze aux Championnats du monde de taekwondo 2007 à Pékin en catégorie poids mouches. Un an plus tard, la Californienne participe aux Jeux olympiques d'été de 2008 dans la même catégorie, et échoue en quart de finale face à la vénézuélienne Dalia Contreras, qui sera médaillée de bronze.